# ناثان ماركوس أدلر
ناثان ماركوس أدلر (بالألمانية: Nathan Marcus Adler)‏ هو حاخام ألماني، ولد في 13 يناير 1803 في هانوفر في ألمانيا، وتوفي في 21 يناير 1890 في برايتون في المملكة المتحدة.

## وصلات خارجية
- ناثان ماركوس أدلر على موقع الموسوعة البريطانية (الإنجليزية)